# Cuidado com a Língua!
O Cuidado com a Língua é um programa da RTP1 da autoria de José Mário Costa e apresentação de Diogo Infante.